# Capayán (Catamarca)
Capayán (también conocida como Villa de Capayán) es una localidad del departamento Capayán, en la provincia de Catamarca, Argentina. Es una comuna del municipio de Capayán.

## Ubicación
Se ubica a aproximadamente 358 m s. n. m. sobre la falda sudoeste de la Sierra de Ambato, a 21 km de la cabecera departamental (Huillapima), a 45 km de la capital provincial por RN 38, y a unos 1600 km de la ciudad de Buenos Aires.

## Historia
En sus orígenes, existió una estancia propiedad de Tula Cervín. Posteriormente, esta estancia pasó a denominarse "Nuestra Señora de Capayán" bajo la posesión de Diego Gómez de Pedraza.
En 1668, la propiedad pasó a manos de Diego Navarro de Velasco y, en 1719, fue adquirida por Alonso Navarro.

## Población
Cuenta con 701 habitantes (INDEC, 2001), lo que representa un incremento del 29,57 % frente a los 541 habitantes registrados en el censo anterior (INDEC, 1991).